# Province de Los Andes (Chili)
Pour les articles homonymes, voir Province de Los Andes.
La province de Los Andes est une province chilienne située au nord-est de la région de Valparaíso. Elle a une superficie de  3 054 km² pour une pobulation de 91 683 habitants. Sa capitale provinciale est la ville de Los Andes. Son gouverneur est Benigno Retamal Rodríguez.

## Communes
La province de Los Andes est divisée en quatre communes :
- Los Andes ;
- San Esteban ;
- Calle Larga ;
- Rinconada.